# Лошаиха
Лошаиха — деревня в Камешковском районе Владимирской области России, входит в состав Сергеихинского муниципального образования.

## География
Деревня расположена в 5 км на юго-восток от центра поселения деревни Сергеиха и в 14 км на северо-запад от райцентра города Камешково.

## История
В конце XIX — начале XX века деревня входила в состав Макарихинской волости Владимирского уезда, с 1924 года — в составе Второвской волости. В 1859 году в деревне числилось 27 дворов, в 1905 году — 56 дворов, в 1926 году — 90 хозяйств.
С 1929 года деревня являлась центром Лошаихинского сельсовета Ковровского района, с 1940 года — в составе Ряховского сельсовета Камешковского района, с 1954 года — в составе Сергеихинского сельсовета, с 2005 года — Сергеихинского муниципального образования.

## Население
| 1859 | 1905 | 1926 |
| ---- | ---- | ---- |
| 169  | 346  | 471  |

| 1859 | 1905 | 1926 | 2002 | 2010 | 2021 |
| ---- | ---- | ---- | ---- | ---- | ---- |
| 169  | ↗346 | ↗471 | ↘31  | ↘12  | ↗48  |